# San Roque, Querétaro
San Roque är ett distrikt (colonia) och stadsdel i norra delen av Santiago de Querétaro, Mexiko. Den ligger norr om floden Río Querétaro (ibland benämnd Río Ayatla) och precis norr om järnvägsspåren som passerar väst till öst genom staden. Fribrottningsarenan Arena Querétaro finns på Calle Felipe Ángeles. Till San Roque hör huvudsakligen de två kvarteren norr om Calle Fraternidad, ost om Calle Felipe Ángeles, väst om Calle Invierno och söder om Calle Madrid.